# Palo Negro (Venezuela)
Pour les articles homonymes, voir Palo Negro.
Palo Negro est la capitale de la paroisse civile de Palo Negro et chef-lieu de la municipalité de Libertador dans l'État d'Aragua au  Venezuela. Elle fait partie de l'agglomération de Maracay.Palo Negro est une ville en Venezuela .